# Carter Beauford
Carter Beauford (ur. 2 listopada 1957 w Charlottesville) – amerykański perkusista, wirtuoz instrumentów perkusyjnych, jeden z członków założycieli zespołu rockowego Dave Matthews Band. Carter Beauford naukę gry na perkusji rozpoczął w wieku 3 lat. Pierwszy publiczny występ miał już w wieku lat 9. Idolem młodego Beauforda od najmłodszych lat był perkusista jazzowy Buddy Rich. W 2009 roku magazyn Rolling Stones sklasyfikował Cartera Beauforda na 15. miejscu na liście 100 najlepszych perkusistów.
Członek zespołu jazzowego Secrets, m.in. razem z saksofonistą Dave Matthews Band, LeRoiem Moore'em. Podczas jednego z koncertów Secrets w Charlottesville, Dave Matthews (pracujący wtedy jako barman) podszedł do Beauforda i zaproponował mu oraz Moore'owi wspólne nagrywanie muzyki. Po wysłuchaniu demo Matthewsa, Beauford zgodził się na współpracę, zostawszy odtąd perkusistą Dave Matthews Band.
Beauford współpracował także z innymi artystami, m.in. z Carlosem Santaną, Johnem Popperem – liderem zespołu Blues Traveler oraz Victorem Wootenem.

## Publikacje
- Victor Wooten and Carter Beauford Making Music, 2002, Hudson Music, ISBN 978-0-634-03830-3
- Carter Beauford: Under the Table and Drumming, 2006, Alfred Music, ISBN 978-0-7390-4268-7